# 呂升
呂升（？—1433年），浙江行省紹興府山陰縣（今浙江省紹興市），明朝政治人物。
永樂年間為溧陽教諭，歷任江西、福建按察僉事。之後升爲大理寺少卿。宣德八年，致仕。